# 第八凝血因子製劑
第八凝血因子製劑（factor VIII preparation）是一種藥物，用於治療和預防A型血友病和其他原因而導致第八凝血因子低下個體的出血情況。某些此類製劑可用於治療患有血管性血友病的個體。
此藥物經由緩慢靜脈注射方式給藥。
使用此藥物的副作用有皮膚潮紅、呼吸短促、發燒及溶血反應。也可能發生過敏反應（包括過敏性休克）。此種純化的第八凝血因子濃縮物由人類血漿製成（屬於一種生物製藥），也有一種透過基因工程製造的重組製劑於市面販售（也是一種生物製藥）。有人可能會產生針對此凝血因子的抗體，而導致其療效降低。
第八凝血因子首次於1940年代被發現，並於1960年代獲得批准用作醫療用途。基因重組的第八凝血因子於1984年首次製備，並於1992年取得美國食品藥物管理局（FDA）核准用作醫療用途。此藥物已列入世界衛生組織基本藥物標準清單之中。

## 特定群體

### 懷孕
目前尚不清楚個體於懷孕期間使用是否對胎兒安全。

### 母乳哺育
目前尚無足夠的研究數據來評估個體於母乳哺育期間使用此藥物是否對嬰兒有風險。在服用前，請先諮詢醫師，權衡潛在益處和風險後作決定。

## 禁忌症
第八凝血因子不應用於對其或其中任何成分會過敏的個體。治療期間應監測血漿中此因子的水平。

## 交互作用
由人類血漿萃取的第八凝血因子與其他藥物之間並無嚴重、中度或輕度的交互作用。

## 市售配方
此藥物為粉末形式，先經溶劑溶解後再進行靜脈注射。可經醫療衛生提供者給藥，或是經前者指導後在家自行給藥。

## 歷史
過往治療A型血友病患者的標準方式是將由人血漿中萃取而得的第八凝血因子透過靜脈注射來達成。然而此方法存在個體會因而感染愛滋病和肝炎等病毒的風險。當重組DNA技術進步後，科學家可成功合成此種凝血因子，應用於臨床治療。合成的凝血因子不僅能達到所需的治療目的，也大幅提高治療的安全性。

## 社會與文化

### 法律地位
用於治療類血友病的第八凝血因子（von Willebrand Factor/Coagulation Factor VIII Complex (Human) ，商品名稱：Wilate）已於2009年在美國獲准用於醫療用途。Wilate是從人類血漿萃取而得的凝血因子。

### 經濟學
第八凝血因子和類似凝血因子的成本被認為"非常昂貴"，所需費用佔血友病患者所有醫療費用的80%。由於其高昂成本，以至於患有血友病的個體採基因治療反可能會較為便宜，特別是對那些患有嚴重血友病的個體而言。

## 外部連結
- . Drugs.com.
- . Drugs.com.
- . Drugs.com.
- . Drugs.com.